# Mercedes-Benz O307
Mercedes-Benz O307 — серия пригородных автобусов Mercedes-Benz, серийно выпускавшихся с 1973 по 1987 год на основе Mercedes-Benz O305.

## История
С появлением стандартного рейсового автобуса в конце 1960-х годов Mercedes-Benz O305 был первоначально представлен в двух вариантах длины кузова и сидений, причём вариант для пересечения с городской версией был на 30 сантиметров длиннее (11,3 метра) и имел исключительно сиденья в направлении движения. Однако в 1972 году от этого варианта модели отказались в пользу O307 с более высоким полом.
Автобусы выпускались Daimler-Benz на заводе в Мангейме, Германия.
В 1973 году Mercedes-Benz представил этот первый наземный автобус в качестве отдельной серии в соответствии с городской линией VÖV-I, которая визуально отличалась большими передними стёклами, расположенными сбоку так называемой «передней частью StÜLB», а также дверями выдвижного типа для междугородних перевозок. Конструктивной отличительной чертой городского автобуса O305 была большая длина и увеличенный пол для багажного отделения. За всю историю на автобус ставили двигатель Mercedes-Benz OM 407h. Мощность двигателя составляла 210 л. с. С 1977 года мощность двигателя была увеличена до 240 лошадиных сил. O 307 выпускался в стандартной комплектации с 5- или 6-ступенчатой механической коробкой передач, а также с 3-ступенчатой автоматической коробкой передач.
В начале 1980-х годов производители стандартных линейных автобусов провели небольшую модернизацию своих типов транспортных средств. Наиболее заметным изменением в этом стало использование прямоугольных многокамерных задних фонарей вместо круглых одиночных. Стандартизированная приборная панель VÖV была переработана, клапан ручного тормоза был перемещён слева в сторону от пульта. Модернизированные прямоугольные контрольные лампы были установлены над тахографом и изображены пиктографически вместо текстовой метки по своему значению. Позже это было применено и к переключателям управления.
Экскурсионная версия с туристическим креслом и узкой центральной наружной распашной дверью, представленная в 1981 году, получила обозначение O 307 A, а линейная версия с широкой средней дверью ранее предлагалась с экскурсионными креслами. Для случайного движения место для парковки коляски напротив центральной двери можно было расширить двумя скамейками (4 места для пассажиров), что дало максимальное количество 53 мест.
Существовал вариант Mercedes-Benz O307 VIN 307.050 с дверями от Mercedes-Benz O305. Большинство автобусов, известных по узкой передней дверьми, имело VIN 307.055.
Технически и визуально похожие стандартные междугородние автобусы (StÜLB) также были построены в то время конкурентами Magirus-Deutz L117 и MAN SÜ240.

## Вытеснение
В 1987 году Mercedes-Benz O307 был вытеснен с конвейера преемником Mercedes-Benz O407. Но некоторые O307 всё ещё эксплуатируются в Восточной Европе и Африке. Большинство транспортных средств списано.

## Эксплуатация в России
Более сотни автобусов Mercedes-Benz O307 эксплуатировалось в подмосковной компании Мострансавто.